# Élections législatives japonaises de 1947
Les élections législatives japonaises à la Chambre des représentants se déroulent au Japon le 25 avril 1947.

## Résultats
|                          |                                  |            |       |        |               |
| Parti politique          | Parti politique                  | Votes      | %     | Sièges | +/-           |
|                          | Parti libéral du Japon           | 7 312 524  | 26,73 | 131    | 10            |
|                          | Parti socialiste japonais        | 7 176 882  | 26,23 | 143    | 50            |
|                          | Parti démocrate                  | 6 960 270  | 25,44 | 124    | —             |
|                          | Parti national de la coopération | 1 915 948  | 7,00  | 31     | —             |
|                          | Parti communiste japonais        | 1 002 883  | 3,67  | 4      | 1             |
|                          | Parti paysan du Japon            | 214 754    | 0,78  | 4      | —             |
|                          | Autres partis                    | 1 174 662  | 4,29  | 17     | 21            |
|                          | Indépendants                     | 1 603 684  | 5,86  | 12     | 69            |
|                          | Vacant                           |            |       | 2      | en stagnation |
|                          |                                  |            |       |        |               |
| Votes valides            | Votes valides                    | 27 361 607 | 98,43 |        |               |
| Votes blancs ou nuls     | Votes blancs ou nuls             | 436 141    | 1,57  |        |               |
| Total                    | Total                            | 27 797 748 | 100   | 468    | en stagnation |
| Inscrits / participation | Inscrits / participation         | 40 907 493 | 67,95 |        |               |